# روبرت غارسيا (ملاكم أميركي)
روبرت غارسيا (بالإنجليزية: Robert Garcia)‏ مواليد 29 يناير 1975 في لوس أنجلوس، كاليفورنيا، الولايات المتحدة، هو ملاكم محترف أمريكي يصنف ضمن فئة الوزن الخفيف. حقق بطولة الاتحاد الدولي للملاكمة.

## إحصائيات
خاض خلال مسيرته 37 نزالا، فاز في 34 وخسر في 3. فاز بالضربة القاضية في 25 نزالا.

## روابط خارجية
- روبرت غارسيا على موقع بوكس ريك (الإنجليزية) (registration required)